# Brandstätter Verlag
Der Brandstätter Verlag ist ein österreichischer Buchverlag mit Sitz in Wien.

## Geschichte

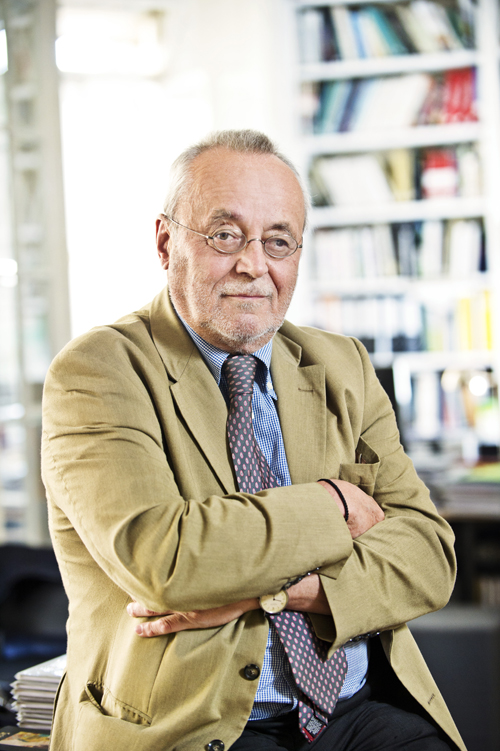
Christian Brandstätter (2012)

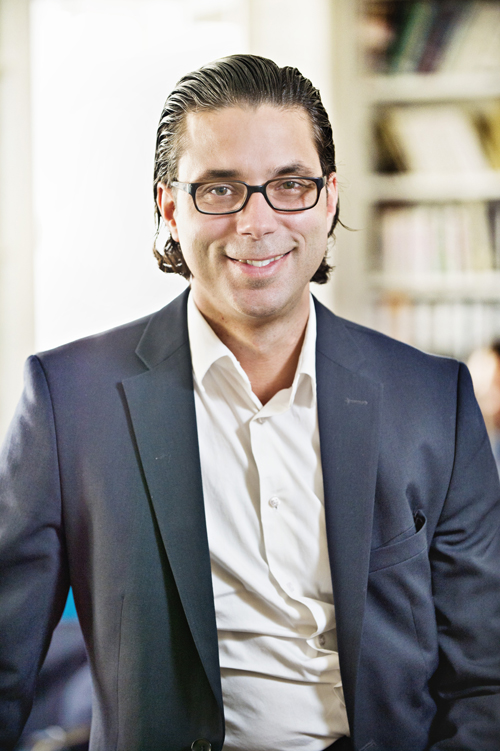
Nikolaus Brandstätter (2012)

Der 1982 gegründete Brandstätter Verlag ist ein österreichischer Publikumsverlag mit Sitz in Wien und München, der populäre Sachbücher, Kochbücher und Kunstbücher verlegt.
Der Verlagsgründer Christian Brandstätter (1943–2024) war ab 1968 zunächst als leitender Mitarbeiter im Verlag Fritz Molden in verschiedenen Abteilungen tätig, bis er dort 1973 eine eigene Bildband-Abteilung, die Molden Edition Grafische Kunst, etablierte. Im Anschluss an den überraschenden Konkurs Moldens im Mai 1982 folgte der Entschluss zur Gründung des Brandstätter Verlags.
Das ursprünglich geplante Herbstprogramm der Molden Edition wurde adaptiert und im neuen Brandstätter Verlag publiziert. Als Verlagskonzept definierte Christian Brandstätter im ersten Programmkatalog: „Im Mittelpunkt unserer Bestrebungen steht das schöne, werkgerechte Buch ... ein Produkt, bei dem die Form dem Inhalt entspricht [...]“
Nach einem fehlgeschlagenen Großprojekt musste der Brandstätter Verlag nach neun Geschäftsjahren 1991 die Insolvenz anmelden und wurde vom Österreichischen Bundesverlag (ÖBV) übernommen, dem bereits die Verlage Residenz und Deuticke in Form einer Holding angeschlossen waren. Christian Brandstätter blieb als verlegerischer Geschäftsführer des Verlags tätig.
Der Österreichische Bundesverlag (ÖBV) wurde Anfang 2003 von der Klett-Gruppe aufgekauft. Auf Betreiben des damaligen österreichischen Kulturstaatssekretärs Franz Morak verpflichtete sich der Verleger Michael Klett beim Kauf den Bildungsauftrag des ÖBV auch durch die „Weiterführung der verstaatlichten ÖBV-Töchter Residenz, Deuticke und Christian Brandstätter für fünf Jahre abzusichern.“
2005 wurde der Brandstätter Verlag durch Klett zum Verkauf angeboten und der Verlagsgründer konnte 50 % des Unternehmens im Management-Buy-out zurückerwerben. Weitere 50 % wurden von Grasl Druck & Neue Medien, einem seit 1905 als Druckerei bestehenden Familienunternehmen mit Sitz in Bad Vöslau, übernommen.
Zwischen 2007 und 2013 war der Christian Brandstätter Verlag zu 51 % am neu gegründeten Münchner Thiele Verlag beteiligt. Einer laut Eigendefinition “unabhängige[n], feine[n] Bücherwerkstatt mit einem besonderen Anspruch an intelligente Unterhaltung und sinnliche Ästhetik”.
2011 zog sich Christian Brandstätter aus den geschäftlichen Belangen des Verlags zurück und sein Sohn Nikolaus Brandstätter übernahm die operative Geschäftsführung.

## Verlagsprogramm
Mit Publikationen zur Wiener Werkstätte und Thonet setzte der Verlag schon in seinem ersten Programm im Herbst 1982 thematisch auf die „Wiederentdeckung“ der Kunst und Kultur der Jahrhundertwende und des frühen 20. Jahrhunderts in Wien. Ein Themenbereich, der in den folgenden Jahren mit Publikationen zu Gustav Klimt, Egon Schiele, Kolo Moser und Oskar Kokoschka weiter ausgebaut wurde. Weitere Segmente im Programm bildeten seit der Verlagsgründung Sachbücher und Bildbände aus verschiedenen Bereichen der Kunst, Kultur und Geschichte.
Historische und zeitgenössische Fotografie wurden mit Veröffentlichungen zur österreichischen Fotografiegeschichte und Monografien von Franz Hubmann, Erich Lessing, Harry Weber, Barbara Pflaum u. a. im Laufe der 1980er Jahre als zusätzliche thematische Schwerpunkte des Verlages etabliert. Trotz gegenteiliger Bemühungen und vielversprechender Entdeckungen, wie etwa Christoph Ransmayr, konnte der Verlag im Belletristikbereich nicht nachhaltig Fuß fassen.
Weitere Tätigkeitsbereiche des Verlages umfassten Corporate-Publishing-Projekte und die Publikation von Ausstellungskatalogen, die in Kooperation mit Museen und Institutionen, wie dem Kunsthistorischen Museum, dem Leopold Museum, der Österreichischen Galerie Belvedere, dem Liechtenstein Museum, dem Wiener Theater Museum, dem Wien Museum, der Albertina oder der Österreichischen Nationalbibliothek verlegt werden.
Mit einer Ausweitung des Verlagsprogramms auf Kochbücher und Kulinaria, Wohnen, Garten- und Lifestyle-Titel reagierte der Verlag im Laufe der 2000er Jahre auf rückläufige Absatzzahlen im Kunstbuchbereich. Nach der Jahrtausendwende erschienen bei Brandstätter die ersten Bücher des Wiener Gastronomen Ewald Plachutta.
Nach der Übernahme der Geschäftsführung durch Nikolaus Brandstätter wurde das Portfolio gestrafft, die Sparte Kochbuch ausgebaut und das Programm um die Sparte populäres Sachbuch erweitert. Der Buchvertrieb wurde in Deutschland über die Vertriebskooperation mit Artfolio ausgebaut.
Der Fokus liegt damit neben dem verlagshistorischen Kernsegment hochwertiger Kunstbände mit renommierten Autorinnen und Autoren wie André Heller, Harald Schmidt, Ilija Trojanow oder Monika Helfer heute auf Kochbuch und populäres Sachbuch.
Im ersten Sachbuchprogramm 2012 erschienen mit Tarek Leitner, Sepp Forcher und Kurt Kotrschal Publikationen bekannter Autoren, mit gesellschaftspolitischen, naturwissenschaftlichen oder autobiografisch geprägten Inhalten: inzwischen sind Bücher von Adele Neuhauser, Florian Aigner, Ulrike Folkerts, Ingrid Brodnig, Antonia Rados u. a. erschienen.
Nikolaus Brandstätter sieht im Bereich Kochbuch eine Weiterentwicklung von reinen Rezeptsammlungen „zu einer Trägerrakete für Lebensgefühl und Kultur“. Katharina Seiser, Paul Ivić, Stevan Paul oder Haya Molcho u. a. m. haben bei Brandstätter veröffentlicht.
Optimismus auch in schwierigen Zeiten als „Triebfeder für Innovation und für frische Ideen“ stand hinter der Etablierung von virtuellen Formaten wie dem „Café Brandstätter“, mittlerweile ergänzt um das Online-Food-Festival „Seasons Change“ sowie den Podcast „Wienerisch mit Adele“.

## Bekannte Autoren
| - Florian Aigner - Christian von Alvensleben - Martin Amanshauser - Hannes Androsch - Bernhard Barta - Gabriel Barylli - Senta Berger - Philipp Blom - Christoph Braendle - Veronica Buckley - Leo Castelli - Wolfgang Georg Fischer - Sepp Forcher - Walter Fritz - Helmut A. Gansterer | - Joachim Gradwohl - André Heller - Miguel Herz-Kestranek - Raimund Hinkel - Wilfried Hornstein - Manfred Horvath - Franz Hubmann - Gilbert Kaplan - Kim Sohyi - Kurt Kotrschal - Leopold Kolbe - Johann Kräftner - Carina Krause - Johann Lafer | - Katrin Lampe - Kurt Landsmann - Rudolf Lehr - Tarek Leitner - Erich Lessing - Robert Löffler - Rainer Metzger - Elfriede Mejchar - Franz Mittler - André Müller - Tobias G. Natter - Dorothea Nürnberg - Rudi Palla - Friederun Pleterski | - Christian Petz - Ewald Plachutta - Bernhard Purin - Christoph Ransmayr - Hans Rauscher - Erwin Rennert - Cordula Reyer - Joachim Riedl - Gerhard Roth - Manfred Scheuch - Danielle Spera - Oliver Spiecker - Gexi Tostmann - Desirée Treichl-Stürgkh - Gernot Wagner |

## Bildagentur
Um Kosten für Bildrechte zu reduzieren, wurde im Verlag eine eigene Fotosammlung aufgebaut. Das Archiv umfasst die private Fotosammlung des Verlagsgründers, das 1982 übernommene Bildarchiv des Molden-Verlags, sowie Bestände der historischen Wiener Pressebildagentur Schostal, des Viktor Frankl Archivs, der Sigmund Freud Privatstiftung, des Schlosses Schönbrunn, der Handschriftensammlung der Wienbibliothek im Rathaus, u. a. Heute zählen auch die Archive von
Franz Hubmann, Barbara Pflaum, Franz Xaver Setzer oder Gerhard Trumler zum Portfolio.
Für die digitale Vermarktung wurde 2002 Imagno brandstätter images, eine Agentur für historische Bildrechte, gegründet. Die Bestände des Archivs belaufen sich nach Verlagsangaben auf rund vier Millionen Bilder.
Im Jahr 2013 konnte das Archiv der internationalen Pressebildagentur Votava mit einem Bestand von etwa einer Million Bildern erworben werden. Schwerpunkte von Votava sind politische, sportliche und gesellschaftliche Ereignisse, sowie das tagesaktuelle Geschehen der Zeit zwischen 1945 und 1995.
2022 wurde die Marke im Rahmen des 20-Jahr-Jubiläums auf den Namen brandstaetter images geändert.